# 西辻豊
西辻 豊（にしつじ ゆたか、1930年（昭和5年）12月28日 - ）は、日本の政治家。大阪府八尾市市長（第4代）。NPO法人やお文化協会の理事長（2017年現在）。旭日双光章受章。

## 略歴
大阪府、現在の八尾市出身。大阪府立八尾中学校（旧制）卒業（50期。現大阪府立八尾高等学校）。1951年（昭和26年）大阪市立都島工業専門学校を卒業。
八尾市役所に就職し、第3代市長山脇悦司のもとで総務課長や、教育委員会管理部長、市総務部長、助役などを務めた。1995年（平成7年）4月23日の第13回統一地方選挙で、八尾市長選挙に出馬。元市議の田中誠太を破り、初当選した。

## 人物
市職員時代の1950年（昭和25年）11月3日（文化の日）に「優良職員」として表彰された。
市長在任中に「環境総合計画」を策定。行政の継続性、環境管理の促進としてISO14001取得を目指すと打ち出した。一方、任期4年間に市債発行など下水道整備事業で市の借金329億円を増やし、整備を巡る談合疑惑が1998年12月に報道された。
また、同和対策事業の市道や特別養護老人ホーム整備を巡り、市議会本会議の休憩中に同和地区関係者らに軟禁される事件もあった。

## 栄典
- 2015年11月 秋の叙勲で地方自治功労により旭日双光章を受章した[14]。

## 著書
- 『八尾の道標』（八尾郷土文化研究会、1973年）

### 共著
- 『写真アルバム　八尾・柏原の昭和』（樹林舎、2017年）